# Тайра но Мунеморі

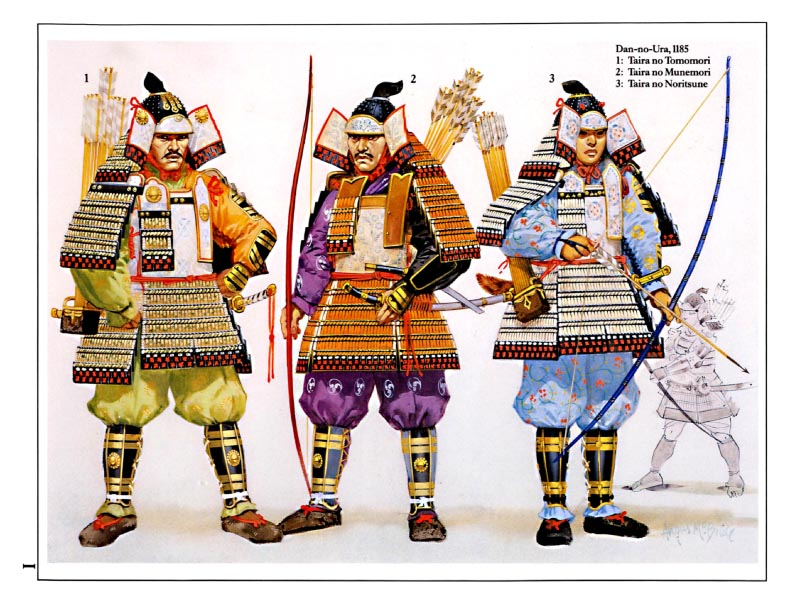
Samurai 200-1500 09

Тайра-но Мунеморі (англ.Taira no Munemori;; 1147 -? — 19 червня 1185) — японський політичний діяч та полководець кінця епохи Хейан. Син та спадкоємець Тайра-но Кійоморі, молодший брат Тайра-но Сігеморі. Мунеморі отримав чин молодшого ступеня третього класу і був призначений державним радником, став одним з головних командирів  клану Тайра у війні Генпей. На смертному одрі його батько, Тайра-но Кійоморі, як свою останню волю заповів Мунеморі управління усіма справами клану, адже його улюблений старший син, Сігеморі, помер раніше (у 1179), а Мунеморі був наступним у черзі. Правління Тайра-но Мунеморі ознаменувало кінець диктатури Тайра.

## Тайра-но Мунеморі у війні Генпей
В перші роки свого диктаторства Тайра-но Мунеморі знаходився у цілковитій ізоляції. Він оголосив амністію, повернув храми нарським монахам, намагаючись отримати хоч якусь підтримку, але було вже запізно, з півночі на Кіото (столиця за правління Тайра) насувалися під своїми білими клановими прапорами жахливі самураї Мінамото, головні вороги Тайра. 
Мунеморі успадкував війну Гемпей (протистояння між кланами Тайра та Мінамото) у підвішеному стані  - жахлива погода, що панувала впродовж 1180 — 1181 років змусила обидві сторони припинити бойові дії. Лише наприкінці 1181 року Тайра отримали перемогу над Юкіі, дядьком Йорітомо, на річці Суноматагава (близько сучасної Нагойа). Коли ж основні військові дії поновились у липні 1182 року, події стали розвиватись з шаленою швидкістю. Йосінака Мінамото вторгся до провінції Кодзуке, але змушений був повернути на північ і звершив широкий обхід через провінції Етиго, Еттю, Кага, Етидзен і Вакаса, перемагаючи союзників Тайра одного за іншим. Просування Йосінаки було настільки швидким та енергійним, що до кінця літа 1182 року кордони його території вже проходили всього у сорока милях від Кіото. Він міг би атакувати місто з півночі, але не став цього робити, адже йому набагато вигідніше було почекати, поки голод та епідемія не зроблять за нього всю роботу.
На той час у Японии діяли три основні сили: Тайра в Кіото, Мінамото Йорітомо в Камакура, і Кісо Йосінака (двоюрідний брат Йорітомо, який, вирісши у провінції Кісо взяв собі це прізвисько замість кланового (Мінамомто)). До кінця квітня Тайра Мунеморі оговтався настільки, що зважився усіма силами напасти на Йосінаку, який представляв для нього більшу небезпеку, аніж його брат, Йорітомо, який розміщувався з протилежного боку. Це рішення було роковою помилкою, його б в жодному разі не прийняли, якби живим був Кійоморі. Мунеморі не пішли на користь уроки, отримані при Фудзікава, коли військо його батька було вщент розгромлено. Тепер він збирав свою величезну армію, щоб піти у протилежному від необхідного напрямку. Після відступу з берегів Фудзікава ентузіазм прибічників Тайра значно зменшився. Тим не менш за наказом Мунеморі було зроблено спробу зібрати, найняти чи зігнати силою армію чисельністю в 100 000 чоловік для походу проти Йосінаки. Методи, які використовувались для створення цього неймовірного війська, що перевершувало за кількістю вояків навіть великі армії XVI ст., нагадували примусовий рекрутський набір. Призвані були навіть ті, хто раніше був звільнений від військової служби. Командувати цією дивною «армією» бул призначений Тайра Корэмори (син Тайра-но Мунеморі), самурай, який відступив від Фудзікава. Під його началом були Тайра Мітіморі, Тайра Таданорі, Тайра Цунемаса, Тайра Кійофуса й Тайра Томоморі. Вони виступили 10 травня. Забезпечення армії було так погано організовано, що, коли вони відійшли всього на дев'ять миль від Кіото, у них закінчились припаси. В подальшому армії довелося годуватись з землі, уже спустошеної голодом та епідемією. Фуражири діяли як грабіжники; Тайра знищували все, що знайшлося на вузькій смузі землі між озером Біва та горами. За іронією долі провінція Омі, де здійснювались грабунки, була споконвічною територією Тайра, вона виставила багатьох солдатів для їхньої армії. Спустошення полів, що ледь оговтались від стихійних лих 1181 року, змусило жителів тікати. Велика кількість солдатів, безперечно, вчинили так само.
Битва між Тайра та Йосінака Мінамото відбулась 2 червня 1183 року на перевалі Курікара і завершилась перемогою Йосінака. У тому ж місяці військо під командуванням самого Тайра Мунеморі Йосінака розгромив ще  при Сінохарі. У тому ж році армія останнього переможно зайшла до столиці (Кіото).
На цей момент Тайра вже понесли кілька жахливих поразок та втратили до 90% свого війська. Усі подальші битви у війні Генпей принесли клану Тайра майже суцільно одні поразки.
Остання битва у цій війні відбулась 25 квітня 1185 року в Сімоносекській протоці поблизу мису Данноура. В ній армія під командуванням Тайра Мунеморі була цілковито знищена. Тут відбулось дуже масштабне масове самовбивство представників роду Тайра. Утопленням завершили свої життя усі представники клану, окрім матері молодого імператора (тенно Антоку), самого Тайра-но Мунеморі та його сина. Незабаром колишнього вже диктатора та його сина стратили переможці з роду Мінамото.
Битва вважається однією з наймасштабніших в історії Японії. На основі тогочасних подій було складено багато мистецьких і літературних творів, зокрема «Повість про дім Тайра», у якій згадується і Тайра-но Мунемор.